# 膜耳灯心草
膜耳灯心草（学名：Juncus membranaceus）是灯心草科灯心草属的植物。分布在喜马拉雅山区以及中国大陆的云南、西藏等地，生长于海拔3,000米至4,000米的地区，多生在山坡草地以及路旁沟边，目前尚未由人工引种栽培。